# Patrick Koronkiewicz
Patrick Koronkiewicz (* 13. März 1991 in Bonn) ist ein deutscher Fußballspieler. Er stand zuletzt beim Drittligisten Viktoria Köln unter Vertrag.

## Karriere
Patrick Koronkiewicz wechselte 2004 aus der Jugend vom FC Düren-Niederau zu Bayer 04 Leverkusen. Nach seiner Jugendzeit spielte er zunächst für die U23 von Bayer Leverkusen in der Regionalliga West. Er wechselte 2012 zu RB Leipzig in die Regionalliga Nordost, konnte sich dort aber nicht durchsetzen. Nach einer Spielzeit kehrte er in die Regionalliga West zurück und spielte ein Jahr bei den Sportfreunden Siegen. Dort schoss er in 28 Einsätzen drei Tore. Im Juli 2014 wechselte er zum Ligakonkurrenten Viktoria Köln. Mit der Viktoria konnte er 2015, 2016 und 2018 den Mittelrheinpokal gewinnen und am DFB-Pokal 2014/15, 2015/16, 2016/17 und 2018/19 teilnehmen. Nach der Regionalliga-Meisterschaft 2017 scheiterte Koronkiewicz mit Viktoria in den Aufstiegsspielen am FC Carl Zeiss Jena. Mit der Meisterschaft 2019 stieg der Verein direkt in die 3. Liga auf.
Am vierten Spieltag der 3.-Liga-Saison 2019/20 wurde Koronkiewicz gegen FC Bayern München II über die volle Distanz eingesetzt und kam somit zu seinem Debüt in einer Profiliga. Beim 5:2-Erfolg konnte Koronkiewicz das 2:0 durch Mike Wunderlich vorbereiten. Für die Viktoria absolvierte er in elf Jahren 252 Liga-Partien. Sein Vertrag wurde über die Spielzeit 2024/25 hinaus nicht verlängert.

## Erfolge
Bayer 04 Leverkusen
- Meister der A-Junioren-Bundesliga West: 2009/10

RB Leipzig
- Meister der Regionalliga Nordost: 2012/13
- Sachsenpokalsieger: 2013

Viktoria Köln
- Meister der Regionalliga West: 2016/17, 2018/19
- Mittelrheinpokalsieger: 2015, 2016, 2018, 2021, 2022, 2023, 2025